# Robert Homans
Robert Edward Homans (n. 8 noiembrie 1877, Malden⁠(d), Massachusetts, SUA – d. 28 iulie 1947, Los Angeles, California, SUA) a fost un actor american de teatru și film.

## Biografie
Robert Homans s-a născut pe 8 noiembrie 1877 în Malden, Massachusetts⁠(d). Deși a studiat medicina timp de trei ani după absolvirea colegiului, a devenit pasionat de teatru și a decis să urmeze o carieră de actor. A apărut pe Broadway în piese de teatru precum The Blue Bird⁠(d) (1910), The Blue Envelope (1915), Johnny, Get Your Gun (1916) și Like a King (1921).
A debutat pe marele ecran cu rolul din Madame Sherry. În perioada 1917 și 1946, a apărut în aproximativ 400 de filme.
Pe 18 aprilie 1909, Homans s-a căsătorit cu Agnes J. Mellon în San Francisco. O altă sursă o numește drept Agnes Maynard.
Homans a murit în Los Angeles, California pe 28 iulie 1947 din cauza unui atac de cord.

## Filmografie
- Madame Sherry (1917) - Minor Role
- Legally Dead (1923) - Detective Powell
- Dark Stairways (1924) - Detective Quinn
- The Breathless Moment (1924) - 'Dippy' Blake
- The Bandit Buster (1926) - Romeo
- College Days (1926) - Mr. Gordon
- The Silent Power (1926) - David Webster
- Ride 'em High (1927) - Rufus Allen
- Range Courage (1927) - Pop Gallagher
- The Prairie King (1927) - Jim Gardner
- Pals in Peril (1927) - Sheriff Kipp
- Mountains of Manhattan (1927) - Big Bill Wright
- Fast and Furious (1927) - Doctor
- Coquette (1929) - Court Bailiff (nemenționat)
- The Valiant (1929) - Newspaper Printer (nemenționat)
- The Isle of Lost Ships (1929) - Mr. Burke
- Born Reckless (1930) - Policeman (nemenționat)
- For the Defense (1930) - Lineup Lieutenant (nemenționat)
- Abraham Lincoln (1930) - Senator (nemenționat)
- The Public Enemy (1931) - Officer Pat Burke (nemenționat)
- The Lightning Flyer (1931) - John Nelson
- The Drums of Jeopardy (1931) - Detective
- The Black Camel (1931) - Chief of Police (nemenționat)
- Pack Up Your Troubles (1932) - Detective (nemenționat)
- If I Had a Million (1932) - Detective (nemenționat)
- She Done Him Wrong (1933) - Doheney
- Hallelujah, I'm a Bum (1933) - Cop (nemenționat)
- Mystery of the Wax Museum (1933) - Desk Sergeant (nemenționat)
- Tugboat Annie (1933) - Old Salt on Schooner (nemenționat)
- One Sunday Afternoon (1933) - Officer Charlie Brown (nemenționat)
- Blood Money (1933) - Detective Posing - Drunk (nemenționat)
- Lady Killer (1933) - Jailer (nemenționat)
- Jimmy the Gent (1934) - Paddy - Irish Cop (nemenționat)
- The Thin Man (1934) - Billy the Detective (nemenționat)
- The Key (1934) - Patrick the Bartender (nemenționat)
- The Lemon Drop Kid (1934) - Sheriff (nemenționat)
- The Whole Town's Talking (1935) - Detective (nemenționat)
- The Informer (1935) - Detractor (nemenționat)
- Steamboat Round the Bend (1935) - Race Official (nemenționat)
- She Married Her Boss (1935) - Detective (nemenționat)
- Suicide Squad (1935) - Captain Tim O'Connor
- Barbary Coast (1935) – Fogged in Ship's Captain (nemenționat)
- The Prisoner of Shark Island (1936) - Sergeant (nemenționat)
- Her Master's Voice  (1936) - Stationmaster (nemenționat)
- Fury (1936) - Incoming Watchman (nemenționat)
- Mary of Scotland (1936) - Jailer (nemenționat)
- Charlie Chan at the Race Track (1936) - Judge (nemenționat)
- Come and Get It (1936) - Cookie (nemenționat)
- The Plough and the Stars (1936) - Barman
- Black Legion (1937) - Motorcycle Cop (nemenționat)
- A Star Is Born (1937) - Bailiff (nemenționat)
- Parnell (1937) - Irish Cop in New York (nemenționat)
- Dead End (1937) - Policeman on Morning Beat (nemenționat)
- Stella Dallas (1937) - Policeman Outside Wedding (nemenționat)
- Gold Is Where You Find It (1938) - Miner Grogan (nemenționat)
- Angels with Dirty Faces (1938) - Policeman (nemenționat)
- Stagecoach (1939) - Ed - Editor (nemenționat)
- Dodge City (1939) - Mail Clerk (nemenționat)
- Union Pacific (1939) - Man (nemenționat)
- Young Mr. Lincoln (1939) - Mr. Clay (nemenționat)
- Scandal Sheet (1939)
- The Oklahoma Kid (1939) - Bartender (nemenționat)
- The Saint Strikes Back (1939) - Policer Officer Moriarity (nemenționat)
- Swanee River (1939) - Sheriff (nemenționat)
- The Grapes of Wrath (1940) - Spencer
- Johnny Apollo (1940) - Receptionist Guard (nemenționat)
- Virginia City (1940) - Southerner (nemenționat)
- Beyond Tomorrow (1940) - Sergeant
- Lillian Russell (1940) - Stage Doorman
- A Dispatch from Reuter's (1940) - Reporter (nemenționat)
- A Man Betrayed (1941) - Traffic Policeman (nemenționat)
- Life Begins for Andy Hardy (1941) - Mr. Hood (nemenționat)
- Unexpected Uncle (1941) - Police Sergeant (nemenționat)
- It Started with Eve (1941) - Railway Conductor (nemenționat)
- The Maltese Falcon (1941) - Policeman (nemenționat)
- Unholy Partners (1941) - Insp. Pat Brody (nemenționat)
- Nazi Agent (1942) - 1st Captain (nemenționat)
- Reap the Wild Wind (1942) - Captain in Cafe (nemenționat)
- The Spoilers (1942) - Sea Captain (nemenționat)
- In Old California (1942) - Marshal Alvin Thompson (nemenționat)
- Holiday Inn (1942) - Pop (nemenționat)
- Night Monster (1942) - Constable Cap Beggs
- For Me and My Gal (1942) - Palace Doorman (nemenționat)
- I Married a Witch (1942) - Fire Chief (nemenționat)
- No Time for Love (1943) - Pop Murphy (nemenționat)
- Sweet Rosie O'Grady (1943) - Barney
- Jack London (1943) - Captain Allen
- Cover Girl (1944) - Pop - Doorman (nemenționat)
- It Happened Tomorrow (1944) - Mulcahey - Policeman (nemenționat)
- Buffalo Bill (1944) - Policeman Muldoon (nemenționat)
- Pin Up Girl (1944) - Stage Doorman (nemenționat)
- The Adventures of Mark Twain (1944) - Policeman (nemenționat)
- Make Your Own Bed (1944) - Policeman (nemenționat)
- Christmas Holiday (1944) - Policeman (nemenționat)
- Nothing But Trouble (1944) - Jailer (nemenționat)
- Can't Help Singing (1944) - Albert (nemenționat)
- Louisiana Hayride (1944) - Police Officer Conlon
- The Thin Man Goes Home (1945) - Railroad Clerk (nemenționat)
- The Clock (1945) - Blood Test Official (nemenționat)
- A Medal for Benny (1945) - Police Chief (nemenționat)
- The Scarlet Clue (1945) - Capt. Flynn
- They Were Expendable (1945) - Bartender (nemenționat)
- Anchors Aweigh (1945) - Old Cop (nemenționat)
- Because of Him (1946) - Police Sergeant (nemenționat)
- Cluny Brown (1946) - New York Policeman (nemenționat)
- The Strange Love of Martha Ivers (1946) - Gallagher (nemenționat)
- No Leave, No Love (1946) - Railroad Ticket-Taker (nemenționat)